# OshTV
OshTV ist ein kirgisischer Fernsehsender mit Sitz in Osch. Er ist der erste private Fernsehsender des Landes.

## Geschichte
Es wurde im März 1991 in Osch beim Stadtrat von Osch als Kleinunternehmen gemäß dem „Gesetz über die Presse und andere Massenmedien“ der UdSSR registriert. Die ersten Programme wurden am 5. Mai 1991 ausgestrahlt. Ursprünglich mietete der Sender Sendezeit, um seine Programme während der täglichen technischen Pausen des Staatsfernsehens (von 9 bis 18 Uhr) auf seiner Frequenz auszustrahlen. Die Programme gab es auf Russisch, Usbekisch und Kirgisisch. Nach den Unruhen in Südkirgisistan 2010 wurden die Programme nur noch auf Kirgisisch ausgestrahlt. Von 1991 bis 2010 wuchs die Belegschaft von OshTV von 3 auf 50 Personen (einschließlich Freiwilliger). OshTV ist zum beliebtesten Sender im Süden Kirgisistans geworden. Von 2004 bis 2009 wurde es laut Medienforschern (Marketing-Info Company für die Kampagne „Choice of Southern Capital“) unter anderen fünf Fernsehsendern in Osch mit großem Abstand als „Bestes Lokalfernsehen“ eingestuft. Jedes Jahr am 5. Mai feiert OshTV seinen Geburtstag mit dreißigtausend geladenen Gästen.
In einem Artikel der New York Times wurde die Rolle von OshTV in der Demokratie Kirgisistans gelobt.
Der Sender erlebte während der Unruhen in Südkirgisistan 2010 Repressalien.